# Hippolyte Fontaine

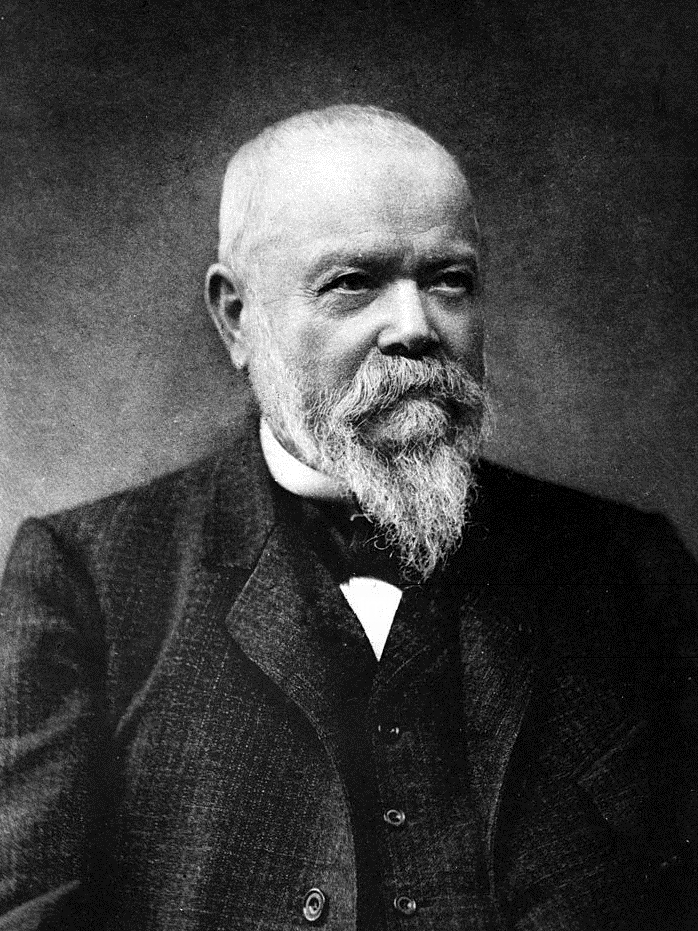
Hippolyte Fontaine

Hippolyte Fontaine (* 12. April 1833 in Dijon; † 17. Februar 1910 in Hyères) war ein französischer Industrieller, der den belgischen Erfinder Zénobe Gramme bei der Entwicklung dessen Gleichstrommotors unterstützte. Bei der Weltausstellung 1873 in Wien, während der Vorführung des Motors und einer 2 km Gleichstromleitung, fand er zufällig heraus, dass man den Gleichstrommotor von Gramme auch als Generator betreiben kann. Bei der Internationalen Elektrizitätsausstellung 1881 sowie bei der Weltausstellung 1889 und der Weltausstellung 1900 war Fontaine für die Beleuchtung zuständig. Er starb 1910 in Hyères an der Côte d’Azur und liegt auf dem Friedhof Montparnasse in Paris begraben.
Für seine Leistungen wurde er 1881 als Ritter und 1889 als Offizier der Ehrenlegion ausgezeichnet.